# Primarias del Partido Demócrata de 2016 en Nuevo Hampshire
Las primarias presidenciales demócratas de Nuevo Hampshire de 2016 se llevaron a cabo el 9 de febrero. Según la tradición, fue la primera primaria y segundo comicio de nominaciones en general que tuvo lugar en el ciclo. Bernie Sanders derrotó a Hillary Clinton en las primarias por un margen de más del 22% en el voto popular. Sanders obtuvo 15 delegados frente a los 9 de Clinton.
Ocurrió el mismo día que las primarias republicanas.

## Debates y foros

### Debate de diciembre de 2015 en Goffstown
El 19 de diciembre de 2015, el Partido Demócrata celebró su tercer debate en St. Anselm College en Goffstown, New Hampshire . Presentado por el presentador de "World News Tonight" David Muir y la corresponsal en jefe de Asuntos Globales Martha Raddatz, fue transmitido en ABC News. Antes del debate, el copatrocinio de WMUR-TV había sido revocado por el DNC debido a un conflicto laboral. Los participantes fueron Hillary Clinton, Bernie Sanders y Martin O'Malley.
Los temas tratados durante el debate incluyeron la violación de la campaña de Sanders de los datos de la campaña de Clinton, la estrategia para derrotar a ISIS, el control de armas, la cuestión de si deponer al presidente Assad de Siria, si Wall Street favorecía a algún candidato, la estabilidad en el Medio Oriente impuesta por dictadores y si era necesario un cambio de régimen, y el papel del primer cónyuge.

### Foro de febrero de 2016 en Derry
Un quinto foro, un evento de formato "town hall", se llevó a cabo el 3 de febrero de 2016 en Derry, New Hampshire. Se emitió en CNN.

### Foro de candidatos menos conocidos en Goffstown
Uno de los aspectos más destacados de la campaña es cuando los candidatos no reconocidos se reúnen para presentarse al público en este evento, realizado por primera vez en 1972.
Debido al notorio incidente de ataque con escarcha brillante del ciclo anterior, Vermin Supreme fue deliberadamente des-invitado, pero apareció de todos modos y fue noticia nacional. Se presentaron dieciocho personas: Jon Adams, Eric Elbot, Rocky De La Fuente, Mark Greenstein, Henry Hewes, William McGaughey, Edward O'Donnell, Graham Schwass, Sam Sloan, Edward Sonnino, Michael Steinberg y varios más.

### Debate de febrero de 2016 en Durham
A diferencia de años anteriores, inicialmente se programó la celebración de un único debate autorizado en New Hampshire. Inicialmente planeado como un evento no autorizado, un debate el 4 de febrero en Durham, New Hampshire fue confirmado más tarde por el DNC. Presentado por Chuck Todd y Rachel Maddow, fue transmitido por NBC News. Mientras Hillary Clinton, Bernie Sanders y Martin O'Malley confirmaron su participación, O'Malley finalmente llegó a suspender su campaña antes del debate.
Los comentaristas del debate citaron el elevado discurso entre los candidatos. Se debatió sobre la pena de muerte (federal versus estatal), el dinero en la política y la consideración de Irán, Corea del Norte y Rusia como amenazas a la seguridad nacional. Clinton exigió que Sanders explicara sus "ingeniosas difamaciones" de que Clinton recibió donaciones de campaña. Sanders respondió criticando la naturaleza inherentemente "quid-pro-quo" de las donaciones de campaña de Wall Street. Eric Levitz calificó el intercambio entre los dos candidatos como uno de los mejores intercambios de 10 minutos en la historia de los debates políticos estadounidenses.

## Candidatos

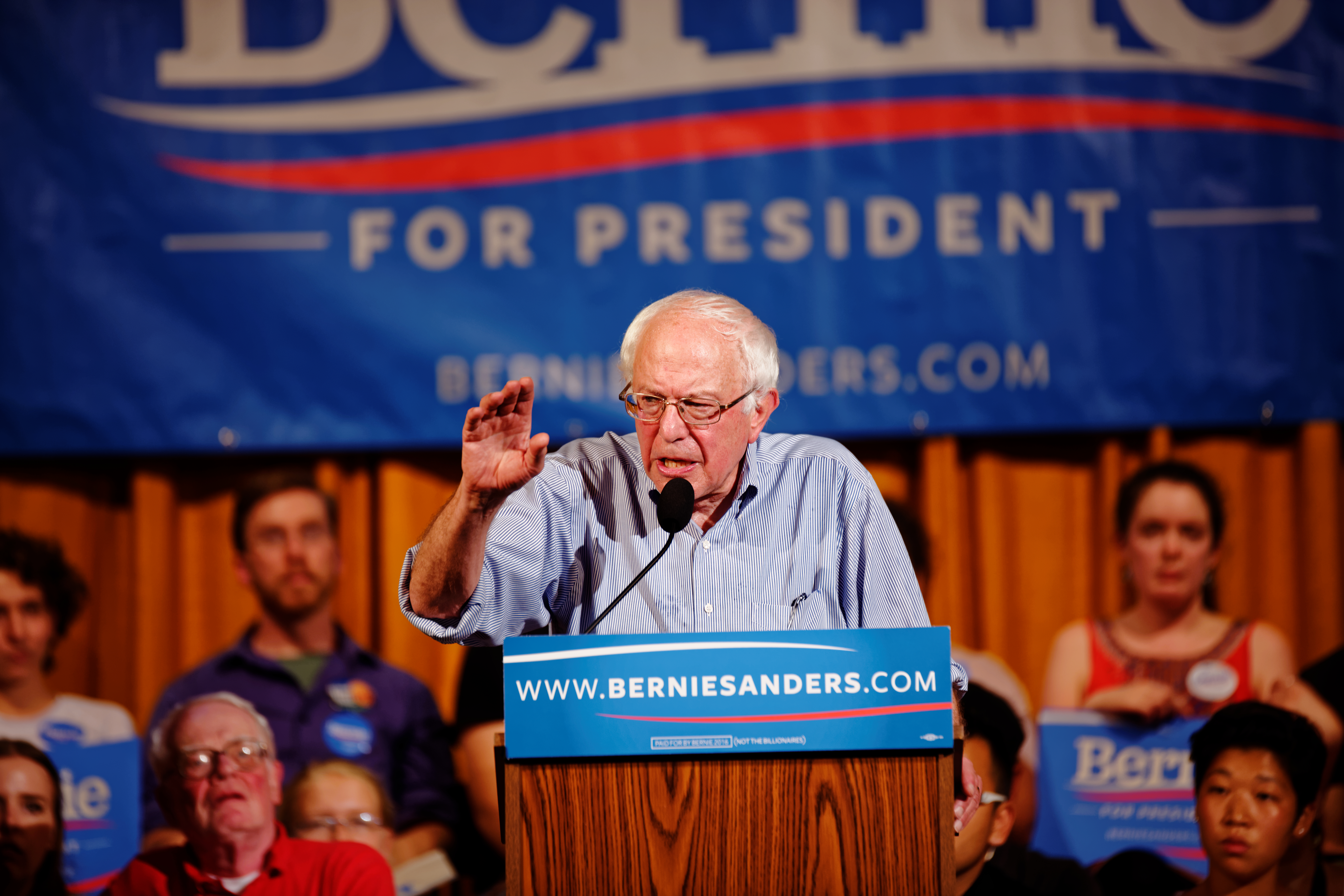
Bernie Sanders en Littleton, New Hampshire, el 24 de agosto de 2015

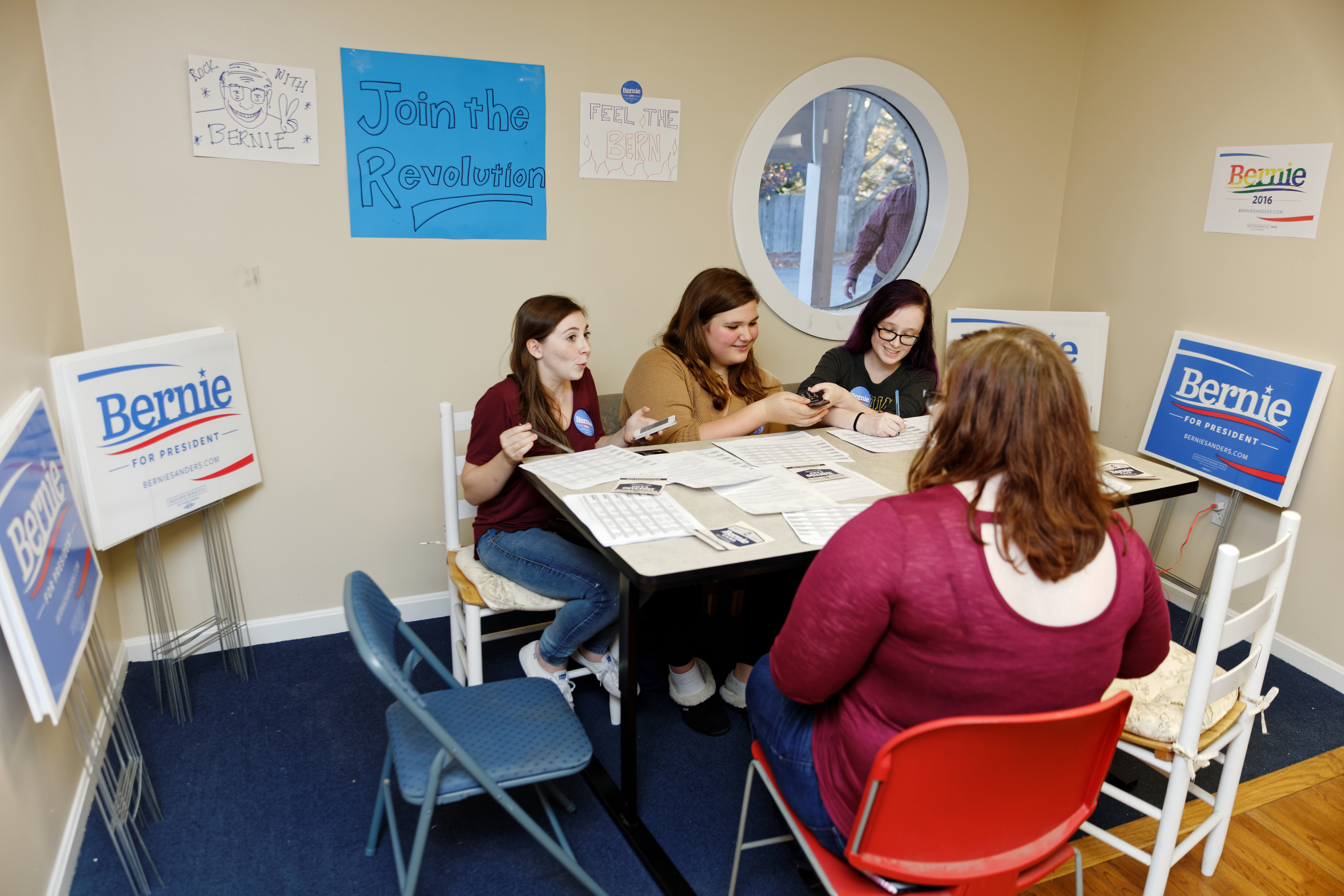
Oficina de campo de la campaña de Bernie Sanders en Nashua, New Hampshire.

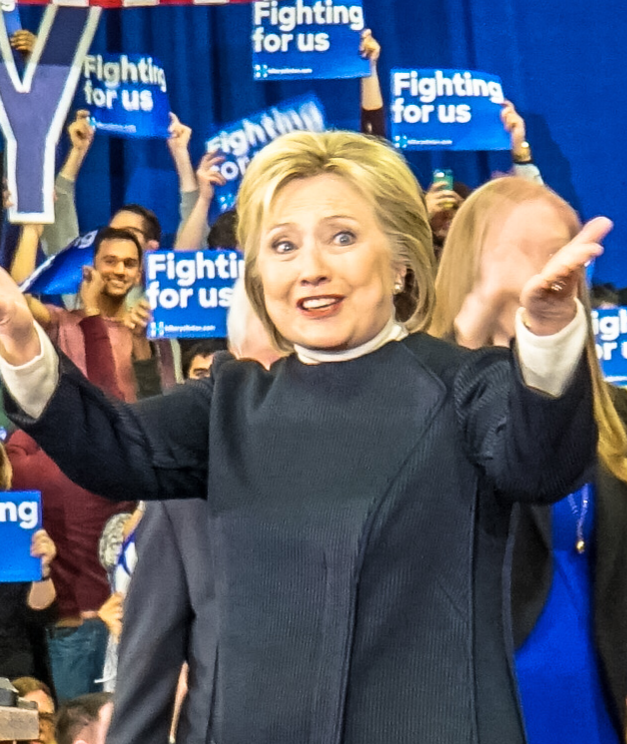
Hillary Clinton en un mitin después de las primarias demócratas de 2016.

Esta es una lista de los candidatos en la boleta de las primarias de New Hampshire.
Los siguientes candidatos destacados habían participado en todos los debates autorizados:
- Hillary Clinton de Nueva York (campaña), Secretaria de Estado de los Estados Unidos (2009-2013), candidata presidencial en 2008, Senadora de los Estados Unidos por Nueva York (2001-2009), primera dama de los Estados Unidos (1993-2001).
- Bernie Sanders de Vermont (campaña), Senador de los Estados Unidos por Vermont (2007-actualidad), Congresista de los Estados Unidos por Vermont (1991-2007), Alcalde de Burlington (1981-1989).
- Martin O'Malley de Maryland (campaña), gobernador de Maryland (2007–2015), alcalde de Baltimore (1999–2007). En ese momento, O'Malley se había retirado de la carrera.

Los siguientes candidatos no han sido invitados a ningún debate importante ni han sido incluidos en las encuestas nacionales, pero fueron lo suficientemente destacables como para que se escribieran artículos de Wikipedia sobre ellos:
- Rocky De La Fuente de California, empresario
- Keith Russell Judd de Texas, candidato perenne[9][10]
- Sam Sloan de Nueva York, ex administrador de ajedrez y candidato del Partido Libertario de 2012
- Vermin Supreme de Massachusetts, artista de performance y candidato perenne[11][12]
- John Wolfe, Jr. de Tennessee, abogado, candidato del Partido Demócrata a la Cámara de Representantes de los Estados Unidos para el 3° distrito congresional de Tennessee, 2002, 2004, 2010[13][14]

Además de aparecer en la boleta primaria de New Hampshire, los siguientes candidatos estaban en la boleta primaria en uno o más estados:
- Steve Burke, expresidente del Comité Demócrata del Condado de St. Lawrence
- Henry Hewes
- Michael Steinberg, abogado, candidato a la Cámara de Representantes de Estados Unidos en 2006
- Star Locke de Texas, ranchero
- James Valentine de Virginia, filósofo político[15][16][17]

Los siguientes no fueron incluyeron en la boleta primaria en ningún estado que no sea New Hampshire:
- Jon Adams de Nueva York
- Eric Elbot de Massachusetts
- Bill French de Pensilvania
- Mark Stewart Greenstein de Connecticut
- Brock C. Hutton de Maryland
- Lloyd Kelso de Carolina del Norte
- Steven Roy Lipscomb de Nuevo México
- Robert Lovitt de Kentucky
- William H. McGaughey, Jr. de Minnesota
- Raymond Michael Moroz de Nueva York
- Edward T. O'Donnell, Jr.
- Edward Sonnino
- Graham Schwass
- David John Thistle de New Hampshire
- Richard Lyons Weil de Colorado

## Análisis
Sanders obtuvo una derrota aplastante de 22 puntos en las primarias de New Hampshire, gracias a lo que The New York Times describió como un "arnés [de] la furia de la clase trabajadora contra los llamados candidatos del "establishment" como Hillary Clinton, en un estado conocido por su electorado rebelde. La victoria de Sanders fue impulsada por los votantes más jóvenes, entre los que ganó 74-25; los hombres, entre los que ganó 67-32; autoidentificados como independientes, entre los que ganó 73-25, y votantes blancos, entre los que ganó 61-37 y que comprendían el 91% del electorado demócrata en el estado granito. Según las encuestas a boca de urna, una mayoría de 53 a 45 votantes pensaba que Clinton no era honesta o digna de confianza, mientras que el 89% dijo que Sanders era honesto. El 61% de los votantes dijeron que estaban insatisfechos o enojados con el gobierno federal. Sanders arrasó con todos los niveles de ingresos y niveles educativos en el estado de granito, excepto aquellos que ganaban más de $ 200k por año.
Sanders barrió todas las ciudades principales, incluidas Nashua, Dover, Concord y Manchester. Sanders ganó a lo largo de la costa 59–41, en el área de Manchester / Nashua 54–44, en Concord / Ct. Valle 64–35, en el sur 59–39 y en el norte 65–33. Clinton solo ganó tres ciudades: Bedford, Millsfield y Windham.
La aplastante victoria de Sanders fue una clara regresión para Clinton de 2008, cuando derrotó por poco a Barack Obama en las primarias de Nuevo Hampshire de 2008 gracias al apoyo del populoso sur de New Hampshire. Tanto el porcentaje de votos como el margen de victoria de Sanders son los más altos en las primarias demócratas de New Hampshire desde John F. Kennedy en 1960.